# Perth (Ontario)
Pour les articles homonymes, voir Perth.

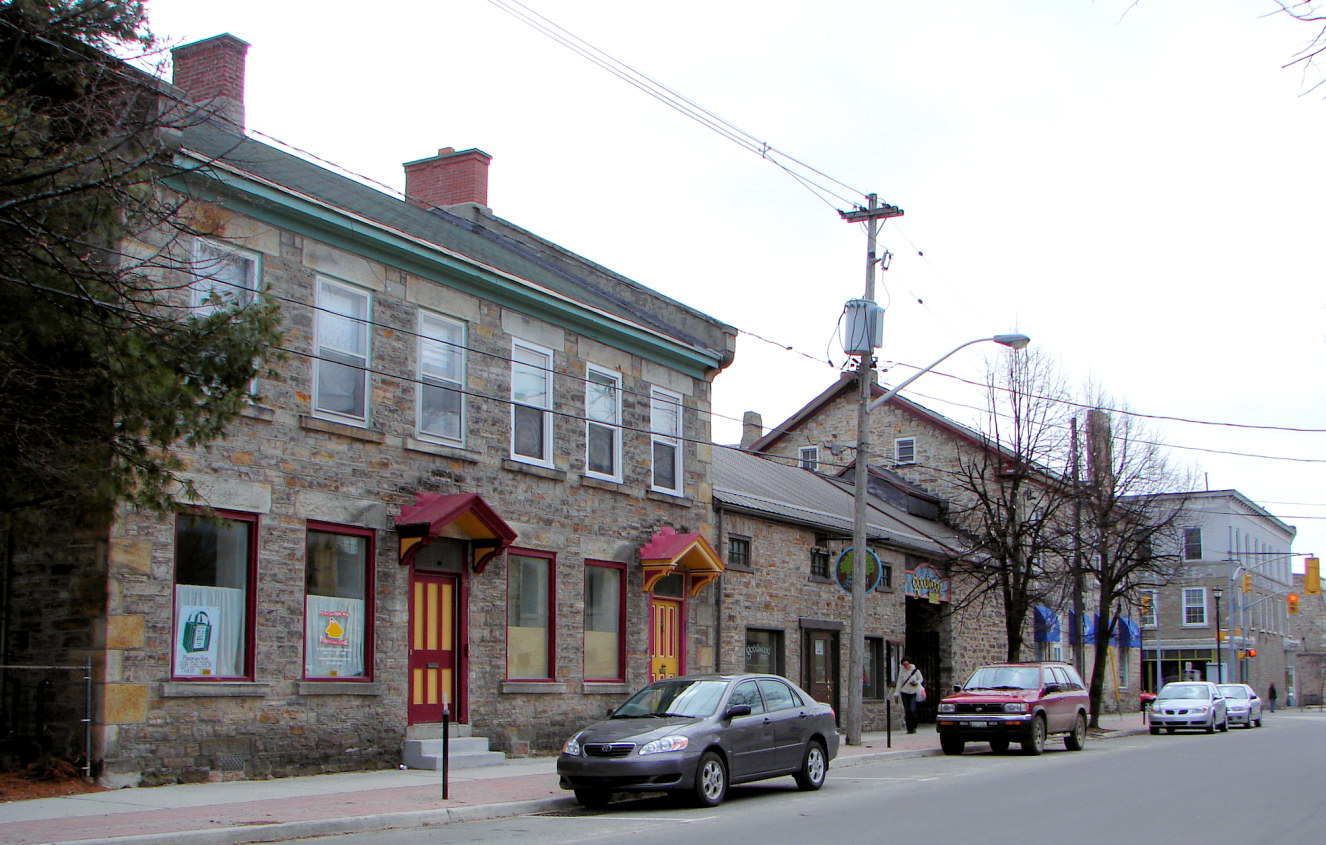
Perth

Perth est une petite ville dans l'est de la province canadienne d'Ontario (pop. 6003 en 2001). Elle est située sur la rivière Tay, 83 km au sud-ouest d'Ottawa et elle est le chef-lieu du comté de Lanark.
La ville est fondée comme une ville militaire en 1816, peu après la Guerre de 1812. Plusieurs des premiers habitants sont des vétérans militaires, d'autres sont des immigrants venus d'Écosse ou d'Irlande. Bon nombre des immigrants écossais étaient des maçons ; leur travail peut encore être vu dans plusieurs édifices de la région, ainsi que le Canal Rideau.

## Démographie
| 2001  | 2006  | 2011  | 2016  |
| ----- | ----- | ----- | ----- |
| 6 003 | 5 907 | 5 840 | 5 930 |